# D 060 (Türkei)
Die Straße D 060 (Devlet yolu 060) ist eine 225 km lange Straße im Osten der Türkei. Sie führt von der D 950 generell nach Osten zur derzeit gesperrten Grenze zwischen Armenien und der Türkei 15 km westlich von Gjumri in Armenien.

## Verlauf
Die Straße beginnt im Westen an der D 950 und folgt dem Fluss Oltu Çayı zunächst nach Osten und dann nach Süden zum Abzweig der D 955. Von dort verläuft sie weiter nach Osten nach Göle (Provinz Ardahan) und weiter über den Pass Boğatepe Geçidi (2344 m) südlich an Susuz (Provinz Kars) (Kreuzung nach kurzer gemeinsamer Führung mit der D 965) vorbei und über den Pass Gedik Satılmış Geçidi (1732 m) zur türkisch-armenischen Grenze (Grenztor Akyaka, Akyaka Sınır Kapısı). Ein Grenzübergang zur anschließenden armenischen Hauptstraße M 7 (armenisch: Մ 7) ist derzeit (2024) nicht möglich.